# Juan Pedro Damiani
Juan Pedro Damiani, (Montevidéu, 14 de junho de 1958) é um dirigente futebolista uruguaio, ex-presidente do Club Atlético Peñarol. Em 2007, José Pedro Damiani, seu pai, morreu deixando o cargo vago. Damiani "ocupou" o lugar de seu pai, mas com a posição de Coordenador Institucional, já que o clube estava de luto.